# Hernst Marktl
Hernst Xavier Marktl (Ettringen, 23 giugno 1887 – ...) è stato un calciatore tedesco, di ruolo difensore.
Alcune fonti lo indicano erroneamente come svizzero.

## Carriera
Fu tra i fondatori dell'Inter e ne fu il primo capitano; in virtù di questo ruolo, svolse anche funzioni riconducibili a quelle degli odierni allenatori: fu infatti lui a scegliere la prima formazione della storia del club milanese. Giocò solo nella stagione 1909, scendendo in campo contro il Milan (2-3) e l'U.S. Milanese (0-2).